# Полтавська вулиця (Київ)
Полта́вська ву́лиця — вулиця в Шевченківському районі міста Києва, місцевість Солдатська слобідка. Пролягає від вулиці Січових Стрільців до вулиці В'ячеслава Чорновола (наскрізного проїзду немає, з'єднана сходами).
Прилучаються вулиці Олександра Кониського, Дмитрівська і Золотоустівська.

## Історія
Вулиця виникла в середині XIX століття під назвою Кудря́вська, від місцевості Кудрявець, поблизу якої вона розташована. У 1908 році, за проханням жителів вулиці, вулиця перейменована на Полтавську, на честь 200-річчя Полтавської битви (відзначалося в 1909 році).

## Забудова
У другій половині XIX століття — першій половині XX століття вулиця була забудована одно-, дво- та триповерховими зразковими будинками. Серед них виділявся будинок № 4-А — особняк Івана Щітківського, перший взірець українського архітектурного модерну київської школи. Дерев'яний, обкладений цеглою будинок був зведений у 1907—1908 роках за проектом українського архітектора Василя Кричевського. За оздоблення будинку кольоровою плиткою Василеві Кричевському та народному майстру-керамісту Іванові Глодеревському (з Опішні) на Другій кустарно-промисловій виставці 1909 року було присуджено премію.
У 1950-х роках почалося знесення старої забудови, яке досягло максимуму в 1980-х роках. Сучасна забудова вулиці відноситься переважно до кінця 1950-х років та представлена будинками серії 1-406 (цегляні «хрущовки»). Наприкінці вулиці зберігся колишній прибутковий будинок 1905 року.

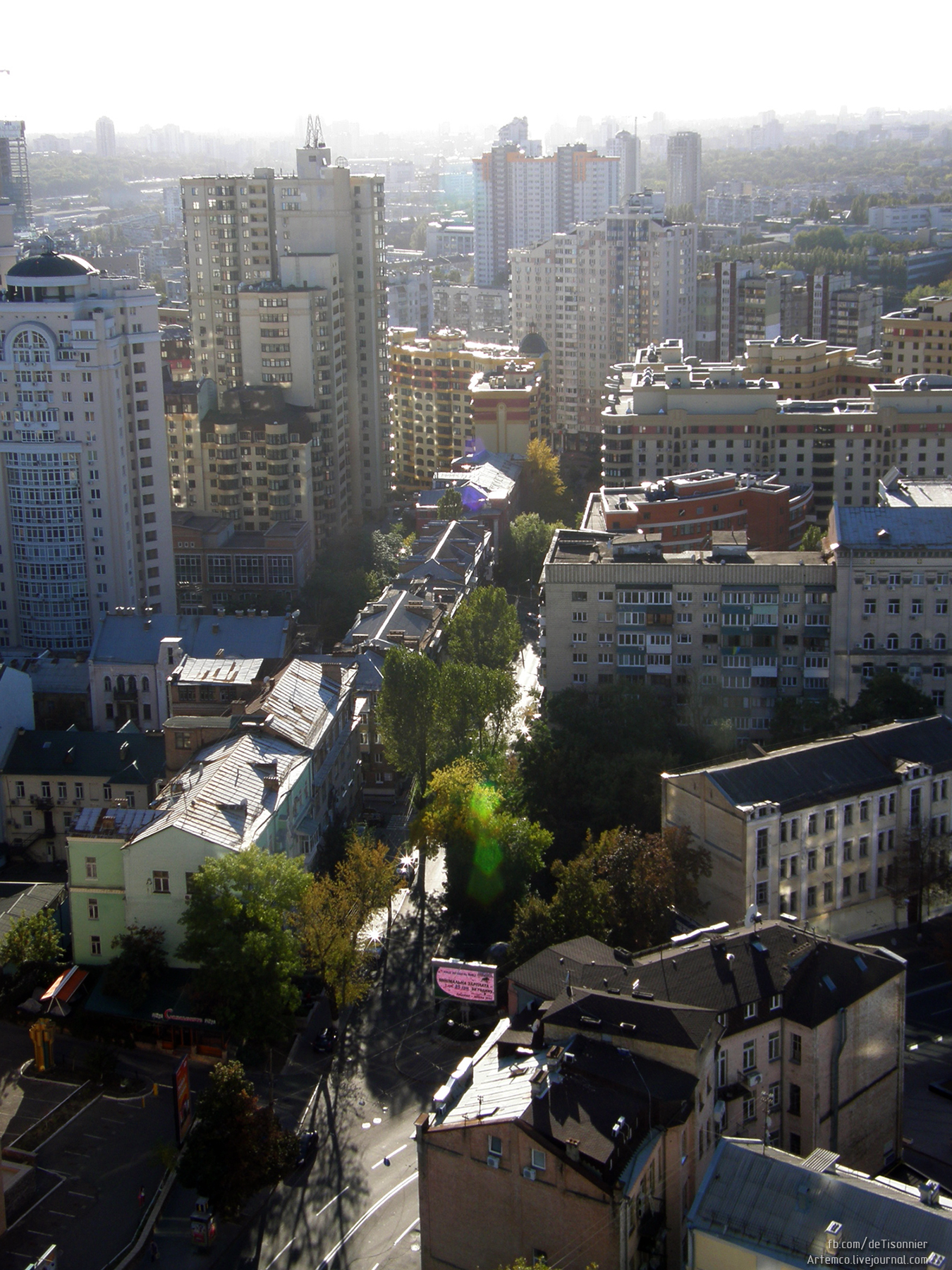
Полтавська вулиця